# Hudba Praha Band
Hudba Praha Band je česká rocková kapela, která vznikla v roce 2015. 

## Historie
Po rozpadu kapely Hudba Praha v roce 2015 se kapela rozštěpila na dvě formace, které pokračují v hraní písní Hudby Praha a Jasné Páky. 
Zatímco Michal Ambrož zakládá skupinu se zcela novými tvářemi, kytarista Vladimír Zatloukal se spojil s dalšími původními členy HP (Jiřím Jelínkem, Ludvíkem Emanem Kandlem a svým mladším bratrem Bohumilem Zatloukalem) a zakládá Hudba Praha Band. Ta má pokračovat v hutném soundu kapely z 90. let. Charakteristický souzvuk kytar bratří Zatloukalů, doplněný dunivou basovou kytarou Jiřího Jelínka, se stal základním kamenem celé kapely. Sestavu doplnili frontman Zdeněk Hnyk (moderátor pražského Radia 1), bubeník Ludvík Kandl, kterého dále vystřídal bubeník Pavel Skala a v současné době zde bubnuje Tomáš Stloukal. Na postech vokalistek se objevili Lucie Lu Jandová a Michaela Šponar Fojtová a nyní s kapelou zpívají původní zpěvačky Hudby Praha Jarmila Jamajka Koblicová a Daniela Litváková Čelková. Na saxofon hraje Jakub Douda.
Kapela má za sebou dvě turné V pivu je totiž bůh a Quo vadis homine.

## Barevný sny
V roce 2021 kapela u vydavatelství Warner Music vydává svoje první album Barevný sny. Album obsahuje 12 písní a o jeho grafickou podobu se postaral Karel Haloun a Luďek Kubík ze studia 3.dílna. Album je hudebně velmi pestré a obsahuje jak nové písně, tak písně které vznikly pro původní Jasnou Páku a Hudbu Praha.
1. Padaj stropy minulosti (Vladimír Zatloukal / Richard Maška)
2. Lady Nana (Vladimír Zatloukal / Pavla Jonsson)
3. Miláčku (Bohumil Zatloukal / Jaroslav Astr)
4. Někdo jde bytem (Vladimír Zatloukal / Jan Sahara Hedl)
5. Nech toho, nech toho (Bohumil Zatloukal / Jaroslav Astr)
6. Quo Vadis Homine (Zdeněk Hnyk / Zdeněk Hnyk)
7. Uschlý kytky (Vladimír Zatloukal / Michal Staša)
8. Bílej kůň (Bohumil Zatloukal / Tomáš Čestmír)
9. Podzim (Bohumil Zatloukal / Karel Haloun)
10. Lítám (Jarmila Kaucká / Jarmila Kaucká)
11. Zrzka (ZRZKA (Zdeněk Hnyk / Zdeněk Hnyk)
12. Barevný sny (Vladimír Zatloukal / Antonín Kašpar)

Single Někdo jde bytem k albu Barevný sny vyšel 16.10. 2021.

## Složení kapely
- Vladimír Zatloukal - kytara zpěv
- Bohumil Zatloukal - kytara zpěv
- Zdeněk Hnyk - zpěv, kytara
- Jiří Jelínek - baskytara
- Tomáš Stloukal - bicí
- Jakub Douda - saxofon
- Daniela Litváková Čelková - zpěv
- Jarmila Jamajka Koblicová - zpěv